# Conrad Schmeidler
Hermann Friedrich Conrad Schmeidler (* 21. Januar 1847  in Breslau, Provinz Schlesien, Königreich Preußen; † 1922) war ein deutscher Pianist, Komponist und Musiklehrer in München und Dresden. Er trug den Ehrentitel königlicher Kammervirtuos. 

## Leben und Wirken
Der Vater Hermann Schmeidler (1807–1867) war Prediger und Kirchenhistoriker in Breslau, seine Mutter war Adelheid Weiß. Sein Bruder Johannes (1842–1902) wurde Prediger in Berlin, der Bruder Victor (1847–1920) Sanitätsrat in Breslau.
Conrad Schmeidler besuchte das Maria-Magdalena-Gymnasium in Breslau und danach das Conservatorium in Leipzig.
Spätestens seit 1875 lebte er in München, wo er auch als Musiklehrer tätig war. In den folgenden Jahren komponierte er einige Stücke für Klavier.
1882 heiratete er Maria Franziska Magdalena Anastasia Prößl aus Bayern, die ihm in diesem Jahr eine Tochter in Dresden gebar.
1897 wurde Conrad Schmeidler zum Königlichen Kammervirtuos in Dresden ernannt. 
1902 lobte ihn die renommierte Neue Zeitschrift für Musik

„Herr Kammervirtuos Schmeidler (Klavier) spielte entzückend, den feinsten Intentionen des Werkes gerecht werdend. Er ist ein Kammermusikspieler ersten Ranges, wie wir in Dresden nur wenige Pianisten finden dürften, die in diesem Genre gleich Hervorragendes leisten.“

1913 lebte er in Striesen.

## Werke (Auswahl)
- Buda-Pester braunes Mädchen. Ungarisches Volkslied übertragen (...) für Pianoforte, München 1878 Ansicht
- Opus 2. Liebesgeschick. Sechs Lieder für 1 Singstimme und Pianoforte[8]
- Opus 3. Romanze für Violoncello und Pianoforte, 1885
- Opus 5. Erinnerung. Sechs kleine Phantasiestücke für Pianoforte, Leipzig 1890.